# Ryzec syrovinka
Ryzec syrovinka (Lactarius volemus, někdy pouze syrovinka) je jedlá houba z čeledi holubinkovitých rostoucí v mírném podnebném pásu.

## Popis
Má žlutooranžový až hnědý klobouk, na jeho dolní straně jsou bílé, posléze žlutavé lupeny. Při poranění roní bílé lepkavé mléko. Bývá široký 8 – 14 cm.
Třeň je tlustý, hladký, rovný, plný, kratší 5 – 10 cm a tlustý 1,5 – 2,5 cm. Barva stejná jako klobouk, ale světlejší.
Dužnina i mléko jsou, obzvláště ve stáří, nápadné značně aromatickou vůní, jež je obvykle charakterisována jako slanečková .
Výtrusy jsou velké 8 – 12 x 7 – 11 mikrometru, jemné, bezbarvé. Výtrusný prach je krémový až světle okrový.
Záměna je možná s ryzcem ryšavým (latinsky: Lactarius rufus) nebo ryzcem hnědým (latinsky: Lactarius helvus).

## Výskyt
Vyskytuje se vesměs nepříliš hojně v listnatých i jehličnatých lesích, od července do října.

## Využití
Ryzec syrovinka je jedlý, velice vyhledávaný a oblíbený. Pojídat je ho možno i za syrova, obyčejně se však kuchyňsky připravuje, např. opéká. 